# Organizația (film din 1971)
Organizația (titlul original: în engleză The Organization) este un film thriller american, realizat în 1971 de regizorul Don Medford, după romanul omonim al scriitorului John Ball. A fost ultimul film din trilogie cu detectivul de poliție Virgil Tibbs, care a început cu În arșița nopții (1967), urmat de They Call Me Mister Tibbs! (1970). În Organizația, Tibbs este chemat să vâneze o bandă de nelegiuiți, suspectați de o serie de crime.
Protagoniștii filmului sunt actorii Sidney Poitier, Barbara McNair, Gerald S. O'Loughlin și Sheree North.

## Rezumat
Detectivul de poliție Virgil Tibbs revine și se trezește în conflict cu poliția din cauza acceptării ajutorului de la un grup antidrog din cartier. Grupul a făcut unele lucruri care sunt departe de a fi legale, cum ar fi furtul și distrugerea unui transport mare de droguri. Deși le-a reușit jaful fără a pierde vieți, un cadavru este totuși găsit la locul furtului. Tibbs, acum suspendat de forțele polițenești, își folosește ajutorul pentru a lega indicii care îi permit să spargă o rețea mare de droguri.

## Distribuție
- Sidney Poitier – locotenentul Virgil Tibbs
- Barbara McNair – Valerie Tibbs
- Gerald S. O'Loughlin – lt. Pecora
- Sheree North – dna. Morgan
- Fred Beir – Bob Alford
- Raúl Juliá – Juan
- James A. Watson Jr. – Stacy Baker
- Billy Green Bush – Dave Thomas
- Ron O'Neal – Joe Peralez
- Lani Miyazaki – Annie Sekido
- Demond Wilson – Charlie Blossom
- Bernie Hamilton – lt. Jessop
- Daniel J. Travanti – sergentul Chassman
- Garry Walberg – căpitanul Stacy
- John Lasell – Zach Mills
- Max Gail – Rudy
- Ross Hagen – Chet
- Paul Jenkins – Tony
- Allen Garfield – Benjy
- Graham Jarvis – William Martin
- Johnny Haymer – John Bishop
- Charles H. Gray – paznicul de noapte
- Richard C. Adams – Dan
- Jarion Monroe – Larry French
- George Spell – Andy Tibbs
- Wanda Spell – Ginger Tibbs
- Oscar Beregi Jr. – Andre - lordul drogurilor (nemenționat)
- John Alvin – ofițerul criminalist (nemenționat)
- Mark Tapscott – căpitanul Grayson (nemenționat)
- Ganga Narayana Das – Hare Krishna (nemenționat)